# تيري أوينز
تيري أوينز (بالإنجليزية: Terry Owens)‏ هو لاعب كرة قدم أمريكية أمريكي، ولد في 5 يوليو 1944 في جاسبر في الولايات المتحدة، وتوفي في 27 أكتوبر 2012 في ديكاتور في الولايات المتحدة.

## وصلات خارجية
- تيري أوينز على موقع مرجع كرة القدم المحترفة.كوم (الإنجليزية)